# Dépression tropicale Huit (2009)
La dépression tropicale Huit est le huitième système tropical de la saison 2009 dans l'Atlantique nord. Elle s'est formée dans une onde tropicale à l'ouest des îles du Cap-Vert le 25 septembre 2009. Bien que les prévisionnistes du National Hurricane Center américain aient prévu qu'elle devienne brièvement une tempête tropicale, elle s'est déplacée vers le nord-ouest sur des eaux plus froides et ce potentiel ne s'est jamais réalisé. La dépression est redevenue une onde tropicale le 26 septembre et n'a donné que quelques rafales de vent mineures aux îles du Cap-Vert sans toucher directement à aucune terre.